# Fesztivál ’94
A Fesztivál '94 egy könnyűzenei dalverseny volt, amely Magyar Televízió és Rádió rendezésében került sorra 1994. január 15. és  február 5. között.
A fesztivál három elődöntőből és egy döntőből állt. A Magyar Televízió 4-es stúdiójában került megrendezésre. A műsorvezető Geszler Dorottya volt.
A fesztivál győztese képviselhette Magyarországot az 1994-es Eurovíziós Dalfesztiválon.

## Döntő
| #   | Előadó                                             | Dal                         | Pontszám | Helyezés |
| --- | -------------------------------------------------- | --------------------------- | -------- | -------- |
| 1.  | Bognár Zsolt                                       | Eszembe jutott              | 102      | 14.      |
| 2.  | Szekeres Adrien, Szigeti Csaba & The 4 Nem Piskóta | Elmentél                    | 116      | 9.       |
| 3.  | Bontovics Kati                                     | Gyere haza                  | 116      | 9.       |
| 4.  | Szulák Andrea                                      | Fenn a szabad ég            | 134      | 3.       |
| 5.  | Karda Beáta                                        | Könyörgés a kedvesemért     | 138      | 2.       |
| 6.  | Janza Kata                                         | Úgy vártalak                | 127      | 5.       |
| 7.  | Détár Enikő & Makrai Pál                           | Miért pont én?              | 122      | 6.       |
| 8.  | Grazyna Kowalczyk & Lui                            | Úgy gondolj rám             | 130      | 4.       |
| 9.  | Gombos László                                      | Szívemben élsz              | 118      | 8.       |
| 10. | Pap Rita & Bodnár Attila                           | Az élet megy tovább         | 109      | 12.      |
| 11. | Bayer Friderika                                    | Kinek mondjam el vétkeimet? | 140      | 1.       |
| 12. | Farkas Kati                                        | Remélni kell                | 120      | 7.       |
| 13. | László Boldizsár                                   | Vége már                    | 106      | 13.      |
| 14. | Aczél Tamás & Új Rákfogó                           | Jó leszek                   | 98       | 15.      |
| 15. | Bogolin Ágnes                                      | A pillanat                  | 116      | 9.       |

## Díjazottak
| Díj                              | Előadó                           | Dal                        |
| -------------------------------- | -------------------------------- | -------------------------- |
| 1.                               | Bayer Friderika                  | Kinek mondjam el vétkeimet |
| 2.                               | Karda Beáta                      | Könyörgés a kedvesemért    |
| 3.                               | Szulák Andrea                    | Fenn a szabad ég           |
|                                  |                                  |                            |
| Közönségdíj                      | Közönségdíj                      | Pap Rita és Bodnár Attila  |
| Budapest főpolgármesterének díja | Budapest főpolgármesterének díja | Bayer Friderika            |
| Az LP Records díja               | Az LP Records díja               | Bayer Friderika            |